# 서울 유나이티드, 이제 시작이다
《서울유나이티드, 이제 시작이다》는 대한민국의 권상준 감독이 서울 유나이티드 FC를 소재로 제작한 다큐멘터리 영화이다.

## 줄거리
2001년부터 시작된 7년간의 팬들의 창단 운동 끝에 만들어진 시민구단 서울 유나이티드.
제용삼, 우제원, 신진원 등 전직 K리거들과 이재명, 이병준, 차재성, 김순호, 이완, 안진철 등 신진 선수들이 임근재 감독과 이창환, 정일수 코치의 지도 아래 7년을 기다려온 팬들의 응원을 받으며 3부리그인 K3리그에서 팀의 역사적인 첫 시즌을 맞이한다.
열악한 환경 속에서도 축구에 대한 열정과 팀에 대한 애정으로 상위권의 성적을 기록하고 있던 서울 유나이티드는 리그 진행 도중 예상치 못한 한국 최초의 무관중 경기 징계를 받는다. 그러나 리그 우승과 K리그 진출에 대한 꿈을 결코 버리지 않은 팬들은 난관에 정면으로 맞서며 새로운 역사를 만들기 시작한다.

## 같이 보기
- 비상 : 프로 축구단 인천 유나이티드를 소재로 제작한 영화.
- 나는 갈매기 : 프로 야구단 롯데 자이언츠를 소재로 제작한 영화.